# 全国有線音楽放送協会
一般社団法人全国有線音楽放送協会（ぜんこくゆうせんおんがくほうそうきょうかい）は、かつて存在した、全国の地方有線放送会社と大手有線放送会社キャンシステムが加盟していた業界団体である。
1968年から2017年までの約半世紀にわたって開催された『日本有線大賞』を主催した団体である。
2022年時点で加盟していた会社は、キャンシステムと時事タイムス放送社の2社で（正会員）、他にキャンピーアールセンター、クーレポ、ミュージックバードの3社が準会員、兵庫県の関西通信電線、東京都の大明通産の2社が賛助会員であった。
理事長は元参議院議員の岩永浩美。

## 沿革
- 1969年（昭和44年）5月6日 - 郵政大臣（現・総務大臣）に許可されて設立
- 2012年（平成24年）4月1日 - 一般社団法人に移行
- 2022年（令和4年）6月1日 - 協会本部をキャンシステム本社から東京都品川区西五反田の市原ビルに移転
- 2024年（令和6年）6月21日 - 法人格消滅（清算の結了等による）。

## 加盟団体（正会員）
2022年時点。
- キャンシステム（長らく協会本部も置かれていた）
- 時事タイムス放送社

## 関連行事
- 日本有線大賞
- 日本演歌歌謡大賞